# 休閒城 (伊利諾伊州)
休閒城（英語：Leisure City）是位於美國伊利諾伊州波普縣的一個非建制地區。該地的面積和人口皆未知。

## 地理
休閒城的座標為37°23′25″N 88°26′33″W / 37.39028°N 88.44250°W，而該地的平均海拔高度為116米（即381英尺）。